# Ромас Каланта
Ромас Каланта (лит. Romas Kalanta; 22 лютого 1953, Алітус — 14 травня 1972, Каунас) — 19-річний литовський націоналіст, відомий після політичного акту самоспалення. Символ литовського руху опору 1970-тих років, національний герой. Католик.

## Біографія

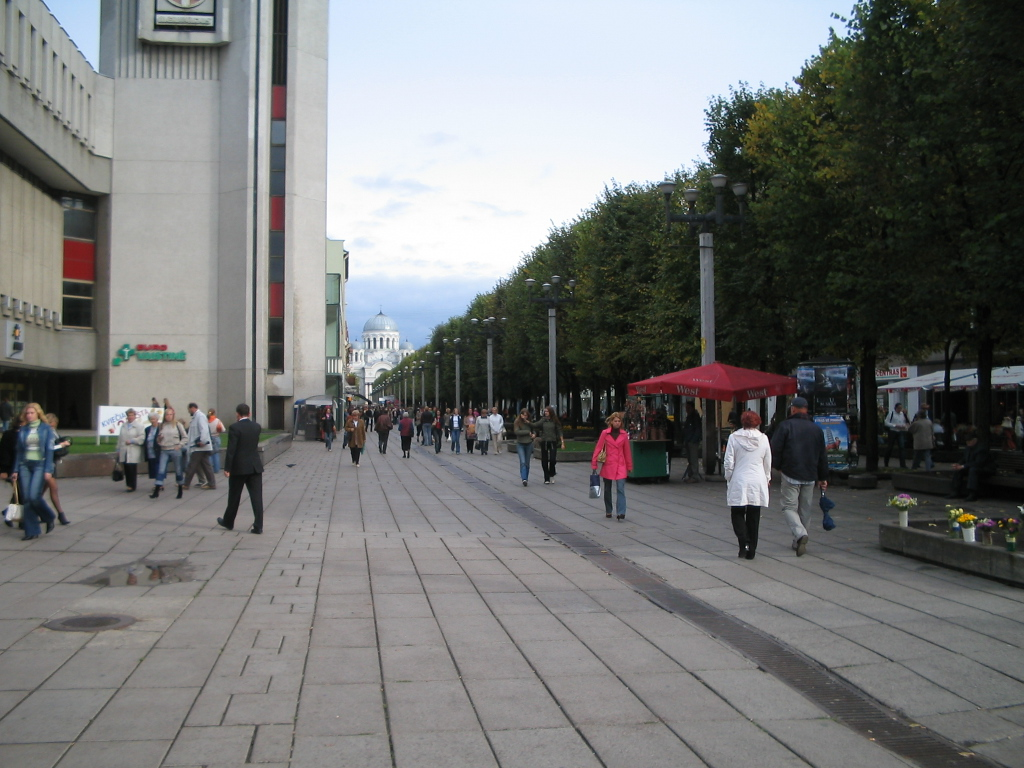
Лайсвес алея (Laisvės alėja). Каунас

Каланта — релігійний юнак-католик. На момент політичного акту самоспалення — студент вечірньої школи.
Ромас вдався до самогубства на знак протесту проти політики зросійщення та радянської окупації Литви. Вигукував «Свободу Литві!» біля Музичного театру на центральній вулиці Каунаса — біля фонтану, де збиралася молодь. У його записній книжці залишився запис: «У моїй смерті винен лише суспільний лад».
Агенти КДБ СРСР провели похорон 18 травня на 2 години раніше, ніж передбачалося, щоби запобігти масовому прощанню з героєм. Тоді молодь, що зібралася біля будинку загиблого Ромаса, рушила на центральну вулицю міста — алею Свободи (Лайсвес алея, Laisvės alėja). У демонстраціях 18 та 19 травня взяло участь понад 3 000 осіб, переважно молодь. У придушенні акцій протесту брали участь агенти КҐБ, міліціонери, солдати з окупаційних частин; протестуючих били, затримували та заарештовували, стригли наголо, деяких вивозили за кілька десятків кілометрів від міста та відпускали. Всього заарештували 402 особи, з них 33 притягнули до адміністративної відповідальності, шістьох засудили як хуліганів та антигромадські елементи.
Експертиза, організована окупаційним режимом, назвала Каланту психічно хворим. Батькам протягом 8-ми років не дозволяли поставити надгробний пам'ятник на кладовищі Ромайняй (споруджений лише 1982 року).

## Пам'ять
Про Каланту написано книги, знято документальний фільм «Діти фонтану» (режисери Раймундас Баніоніс, Андрюс Шюша; 1990).
5 липня 2000 року Ромас Каланта посмертно нагороджений орденом Хреста Вітіс першого ступеня.
14 травня 2002 року за участю президента Литовської Республіки Валдаса Адамкуса на місці самоспалення відкрито пам'ятник «Поле жертви» («Aukos laukas»; скульптор Робертас Антініс молодший, архітектор Саулюс Юшкіс).

## Нагороди
- Великий хрест ордена Хреста Вітіс (1 липня 2000 року, посмертно)[6]